# Nudo corredizo
Un nudo corredizo es un nudo que permite apretar una cuerda en torno a un objeto: cuanto más se tira de él, más apretado está el objeto; al inverso, ya no aprieta el objeto cuando se suelta la tensión, de modo que no puede servir a mantener un objeto si se no garantiza la tensión.
Este tipo de nudo puede provocar una estrangulación y puede revelarse peligroso. Si se desea evitar este efecto de estrangulación, se tiene recurso un nudo de riza fijo como el nudo de silla.

## Utilidad
El nudo corredizo permite enganchar simplemente un objeto en que lo hace colgar. El efecto de su peso provoca la tensión que aprieta el nudo y evita pues que el objeto se libera.
El efecto de estrangulación está aplicado en los casos de ahorcamiento.
Los nudos coulants permiten confeccionar trampas a animales.

## Diferentes tipos

### nudo con gaza
La manera más simple de realizar un nudo corredizo consiste en hacer una gaza en torno al objeto a apretar, después a hacer una mitad-nudo con la corriente en torno al durmiendo. Obtener así un nudo corredizo cuando se tira del extremo correspondiente a la gaza.
De manera más general, un nudo con gaza es que fluye si la gaza lo atraviesa sobre una parte suficientemente corta para permitirlo resbalar. Por ejemplo :
- Se basa en un nudo en cola de mono, se obtiene un nudo de ahorcado ;
- Se basa en un nudo doble, se obtiene el nudo de lomo, etc.

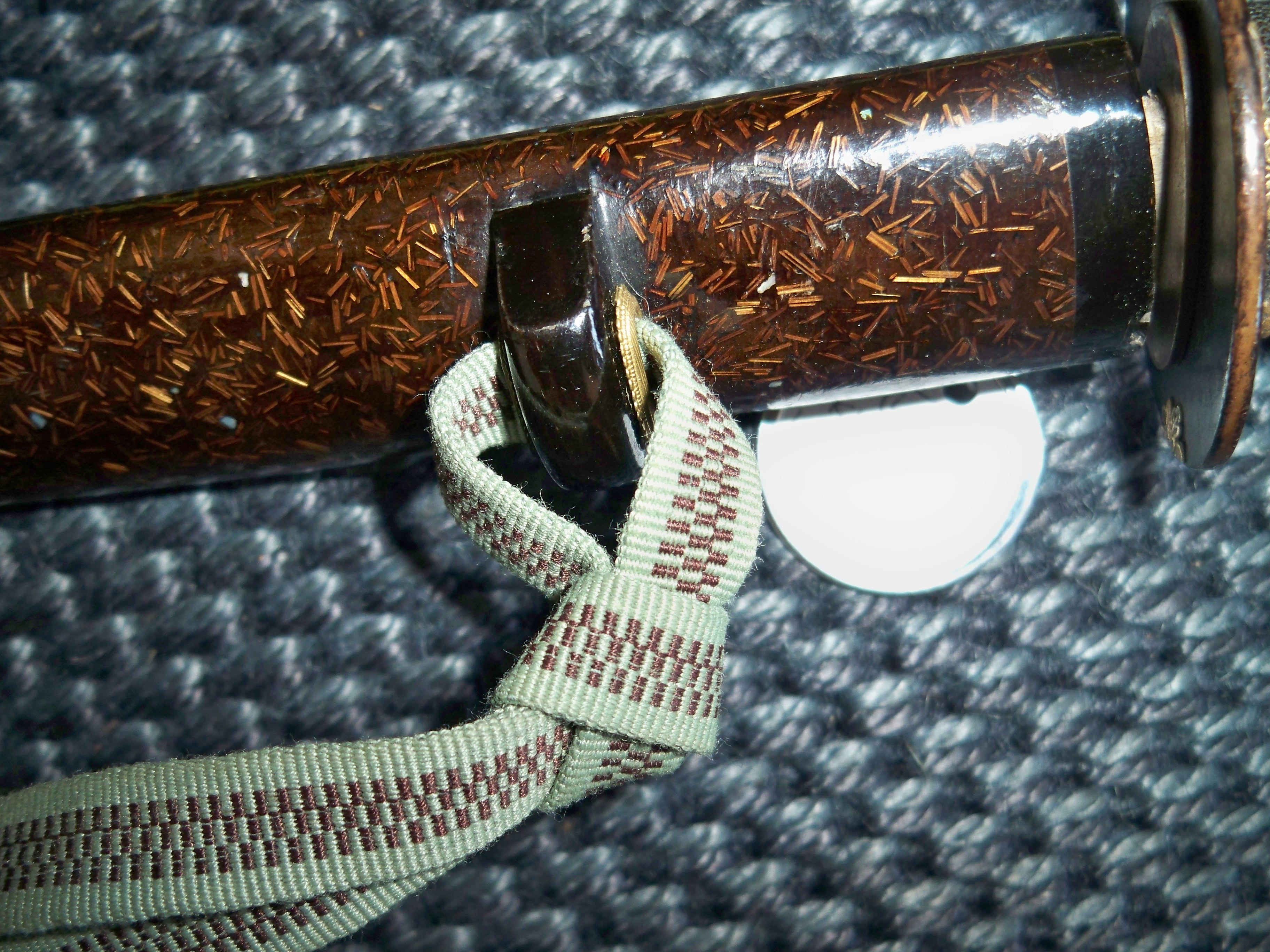
Nudo de gaza, utilizado para atar la correa al anillo de la funda de una katana.
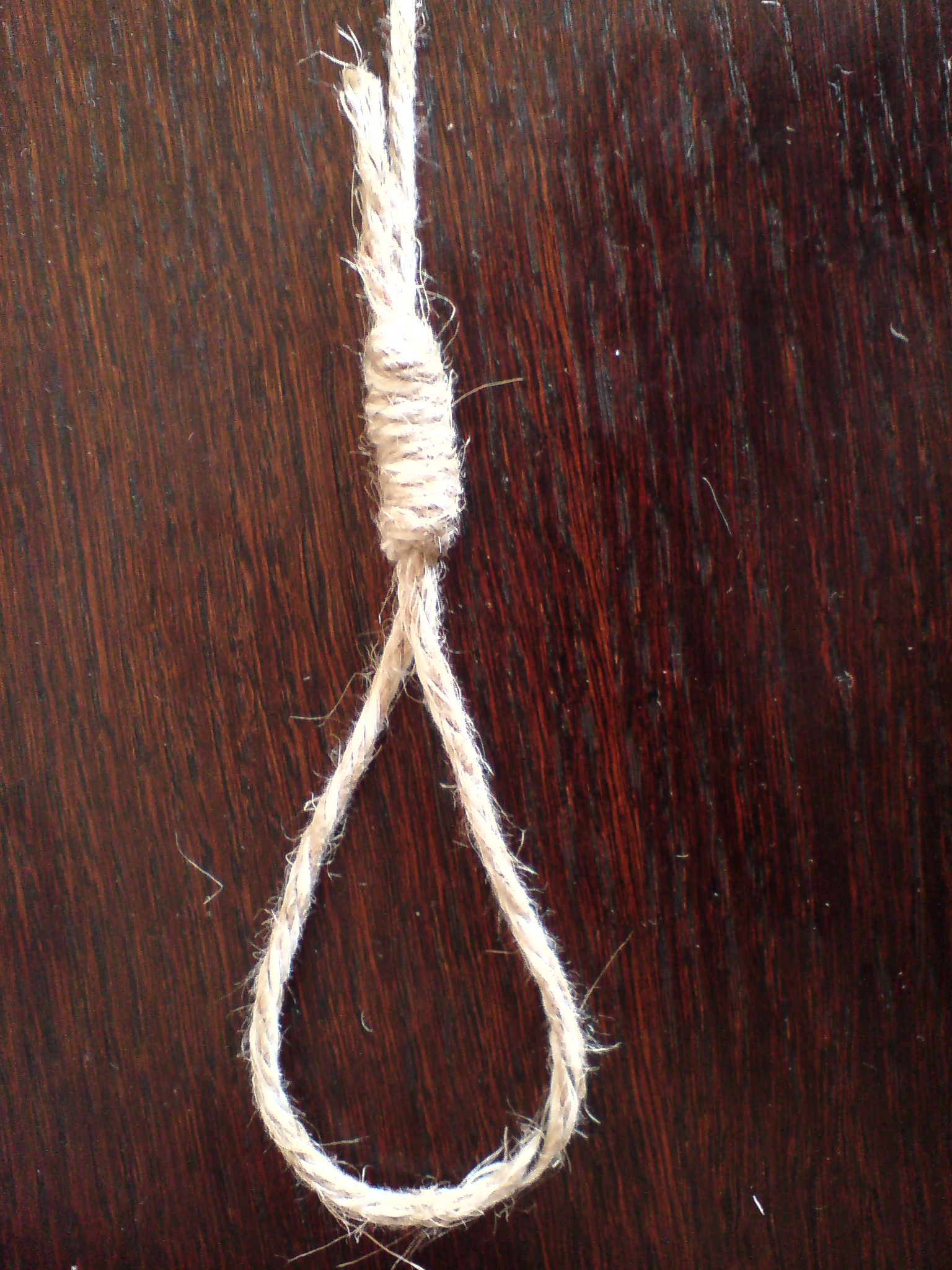
nudo de colgado

### nudo de enganche
Utilizando un nudo de engancha para atar una cuerda sobre sí misma, se obtiene un nudo que fluye si este puede desplazarse sobre la cuerda. Así se puede efectuar un nudo de amarre realizando con la cuerda o cabo un nudo de ballestrinque 

El nudo de látigo es un ejemplo donde la tensión del nudo de enganche permite regular la facilidad con la cual el nudo coulisse.

nudo de amarre a mitad-clave
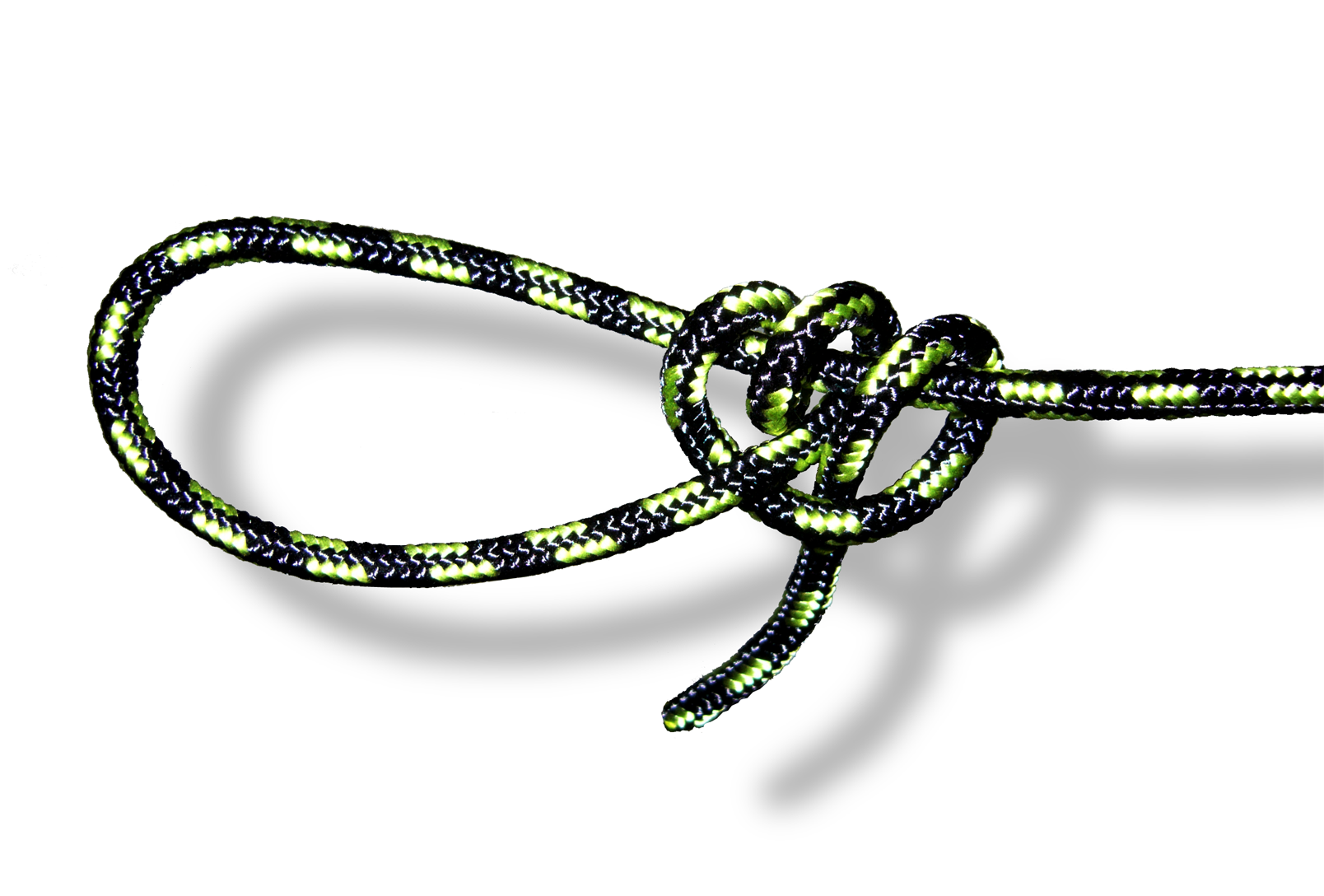
nudo de látigo

### Con un nudo de riza
Se puede hacer un nudo que fluye que se basa en un nudo de riza en el cual se hace pasar una gaza del durmiendo, eso vuelve, cuando es posible, a realizar un nudo de riza en torno al durmiendo para atar una cuerda sobre sí misma. Se puede así realizar un nudo de laguis haciendo un nudo de silla en torno al durmiendo.
El flojo frottement en el nudo de rice permite obtener un nudo que desplaza muy fácilmente.

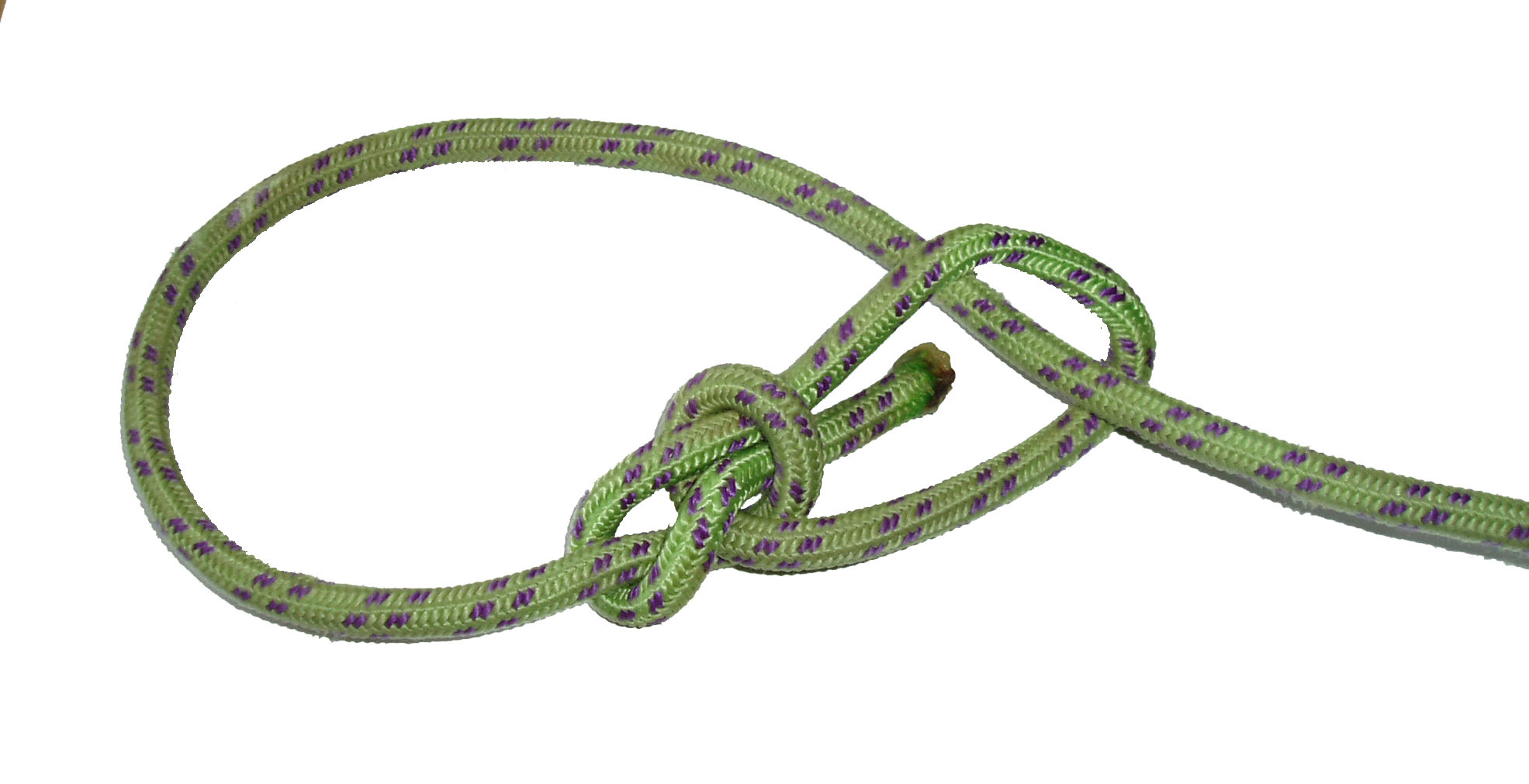
nudo de laguis